# St. Vitus (Maisach)

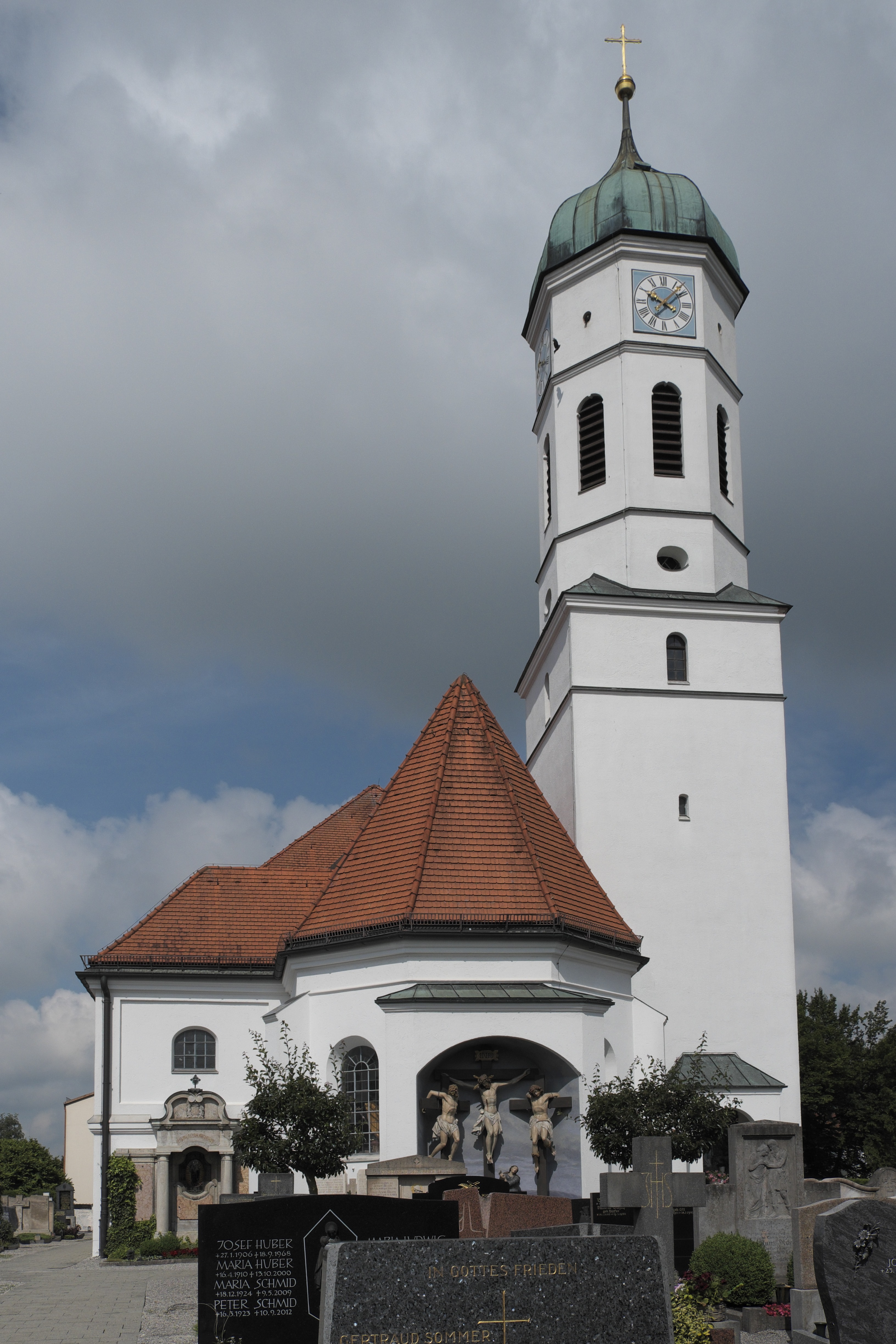
Pfarrkirche St. Vitus

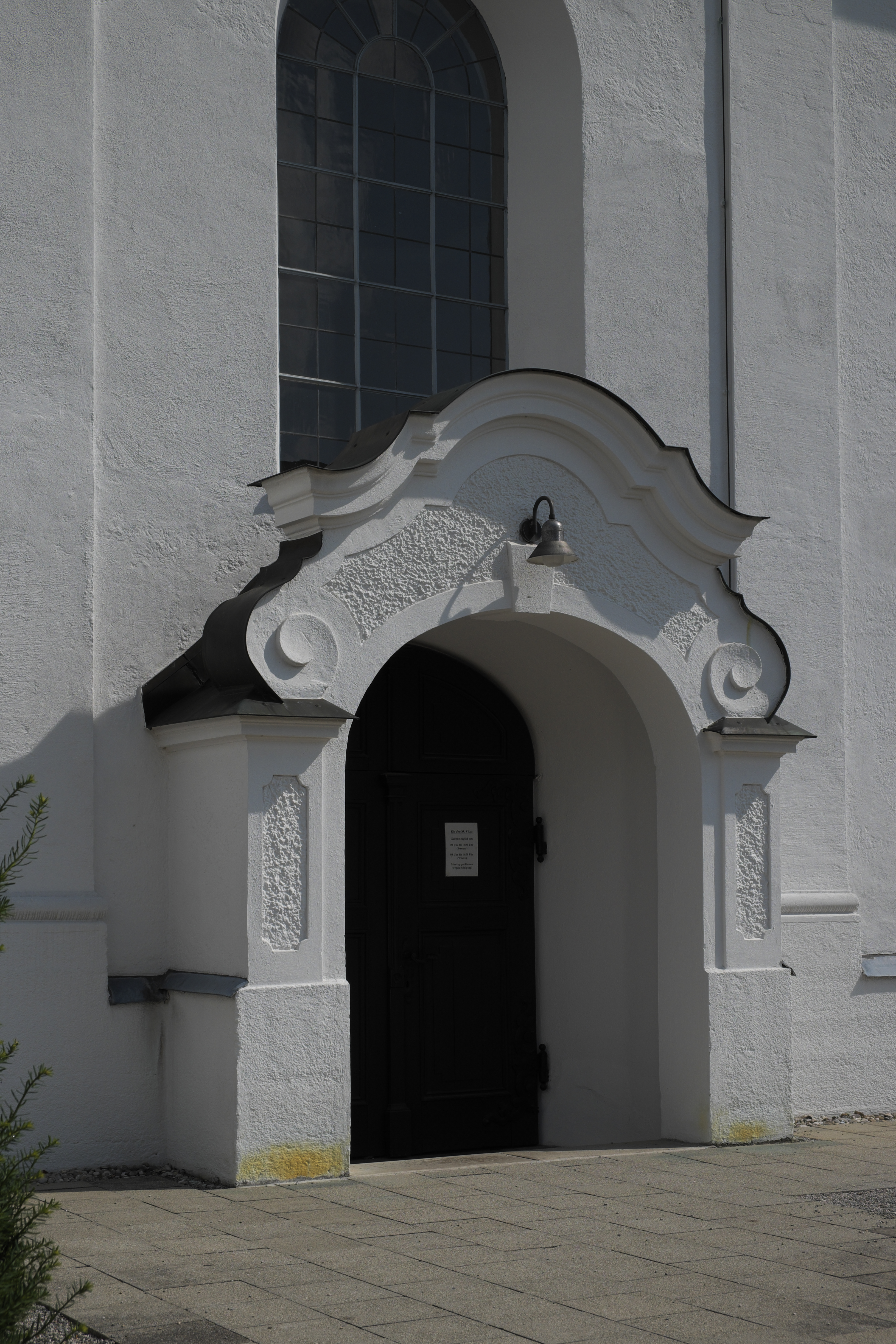
Vorzeichen

Die römisch-katholische Pfarrkirche St. Vitus in Maisach, einer Gemeinde im oberbayerischen Landkreis Fürstenfeldbruck, besitzt einen spätgotischen Chor, der zu Beginn des 18. Jahrhunderts barockisiert wurde. Das heutige Langhaus wurde 1909/10 nach Entwurf des Münchner Architekten Joseph Elsner junior errichtet. Schutzpatron der Kirche, die ursprünglich dem hl. Laurentius geweiht war, ist der hl. Vitus, der als Märtyrer und als einer der Vierzehn Nothelfer verehrt wird.

## Architektur

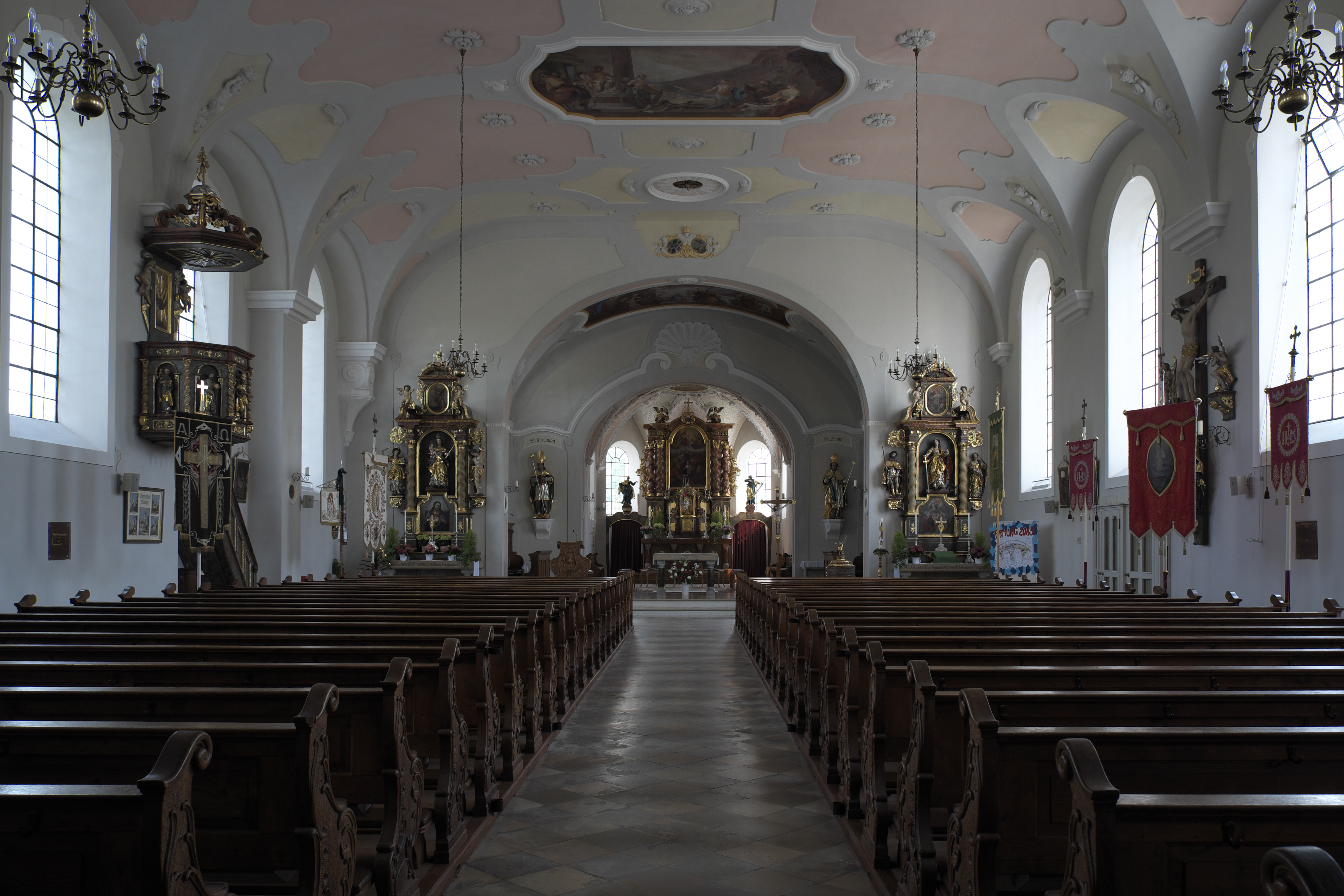
Innenraum

Im nördlichen Chorwinkel erhebt sich der 33 Meter hohe Turm, der 1759 errichtet und 1929 erhöht wurde. Die Eingänge befinden sich an der Nord-, West- und Südseite der Kirche. Sie sind in offene Vorzeichen mit geschwungenen, teilweise in Voluten auslaufenden Giebel integriert.
Das Chorgewölbe weist einen reichen Stuckdekor mit Akanthus und Girlanden auf. Er wurde 1722 von Benedikt Heiß geschaffen. Die Fresken in den von Putten getragenen Medaillons wurden von Joseph Krenauer ausgeführt. Sie stellen Szenen aus der Legende des hl. Vitus dar.
Das Chorjoch und das mit einer flachen Stichkappentonne gedeckte Langhaus sind im Stil des Neobarock gestaltet. Die Deckengemälde sind dem hl. Vitus gewidmet.

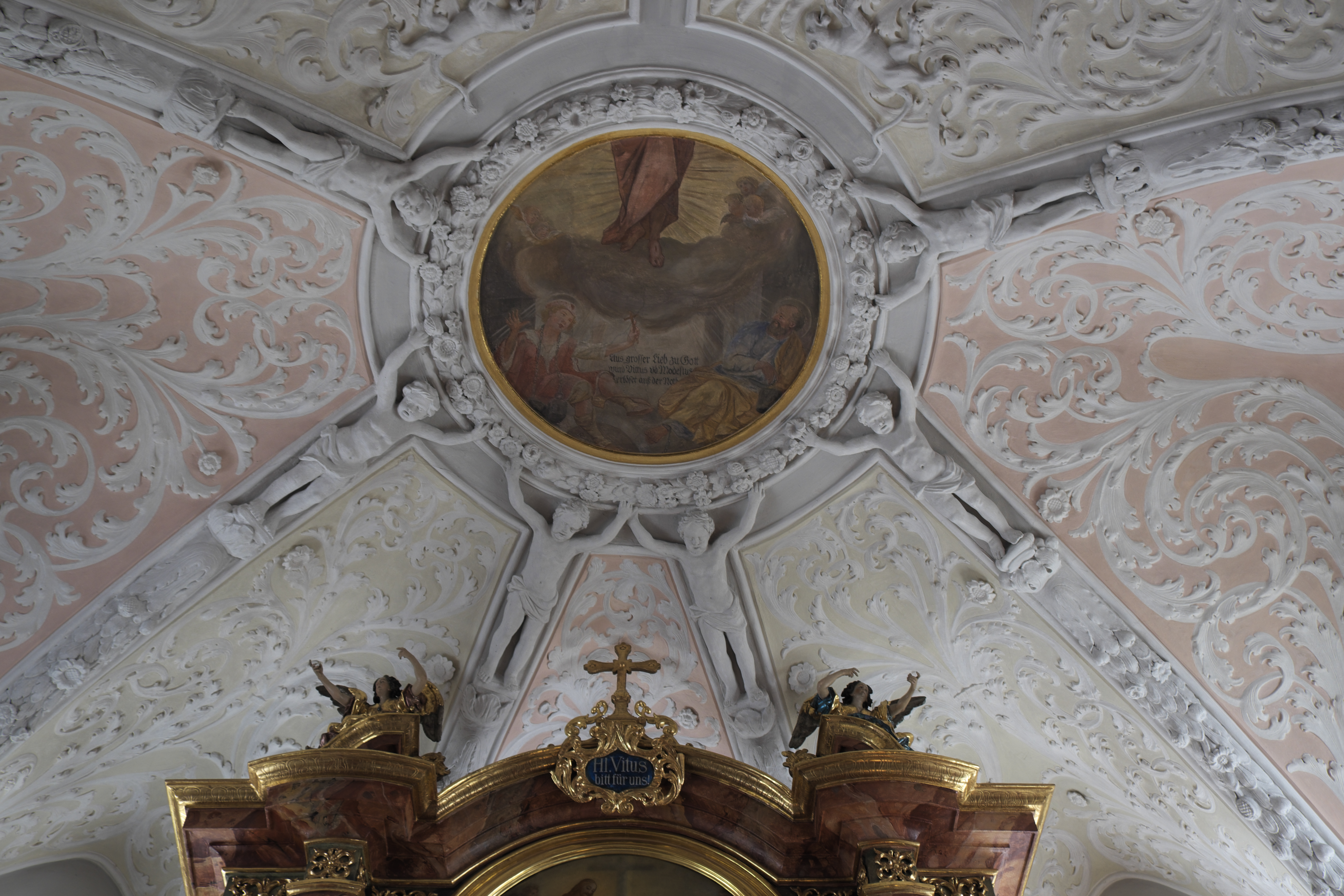
Chorstuck
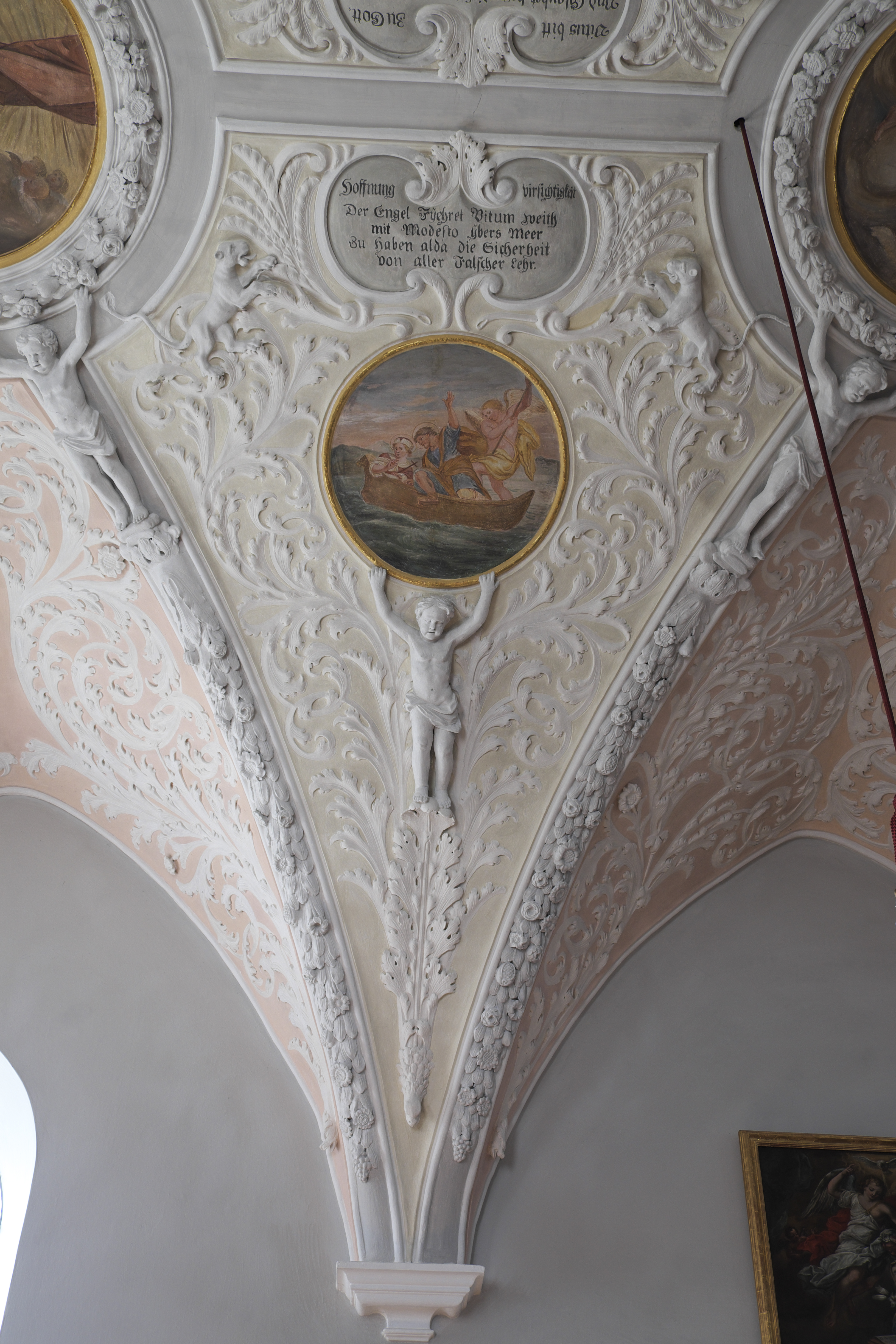
Chorstuck

## Ausstattung

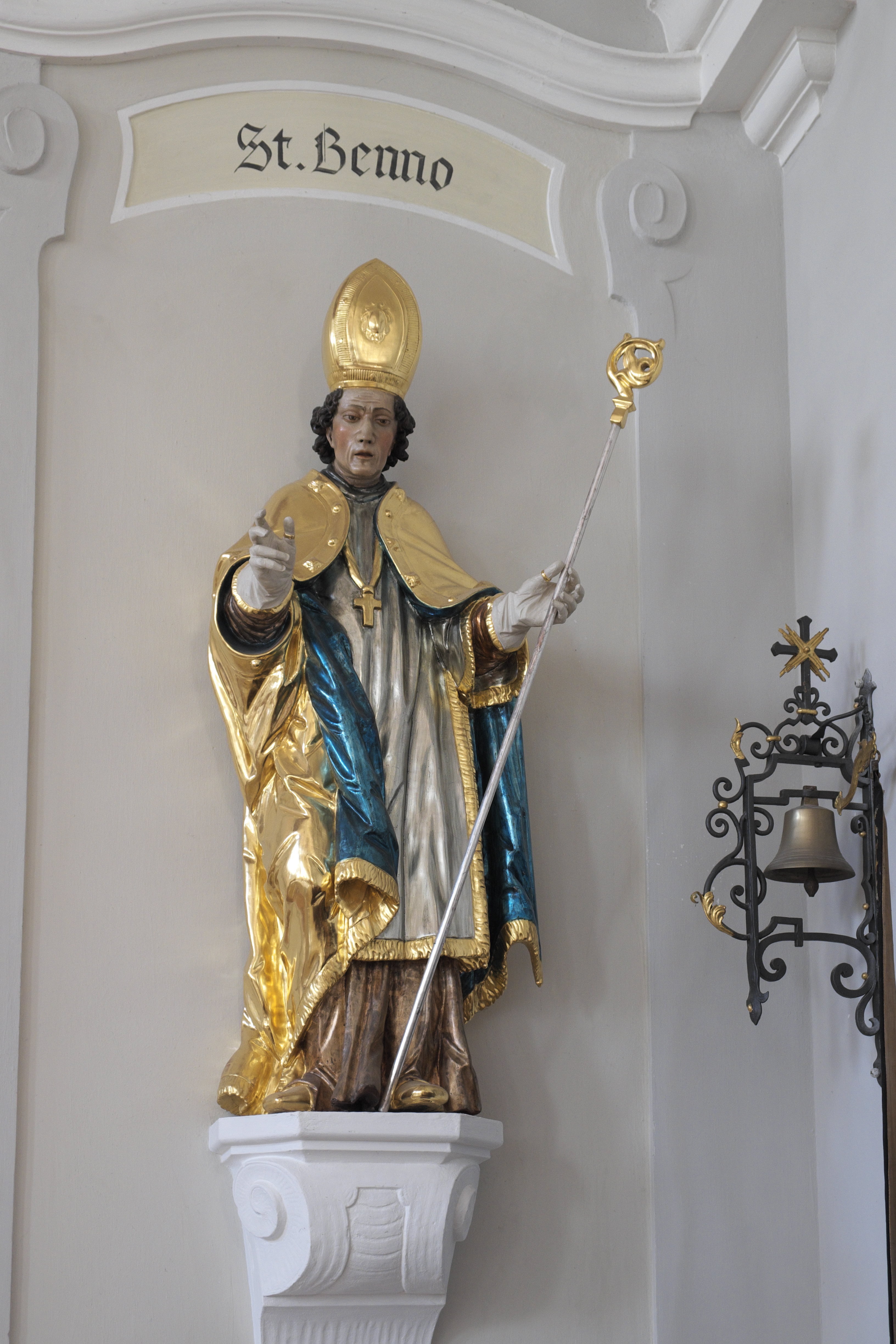
Heiliger Benno

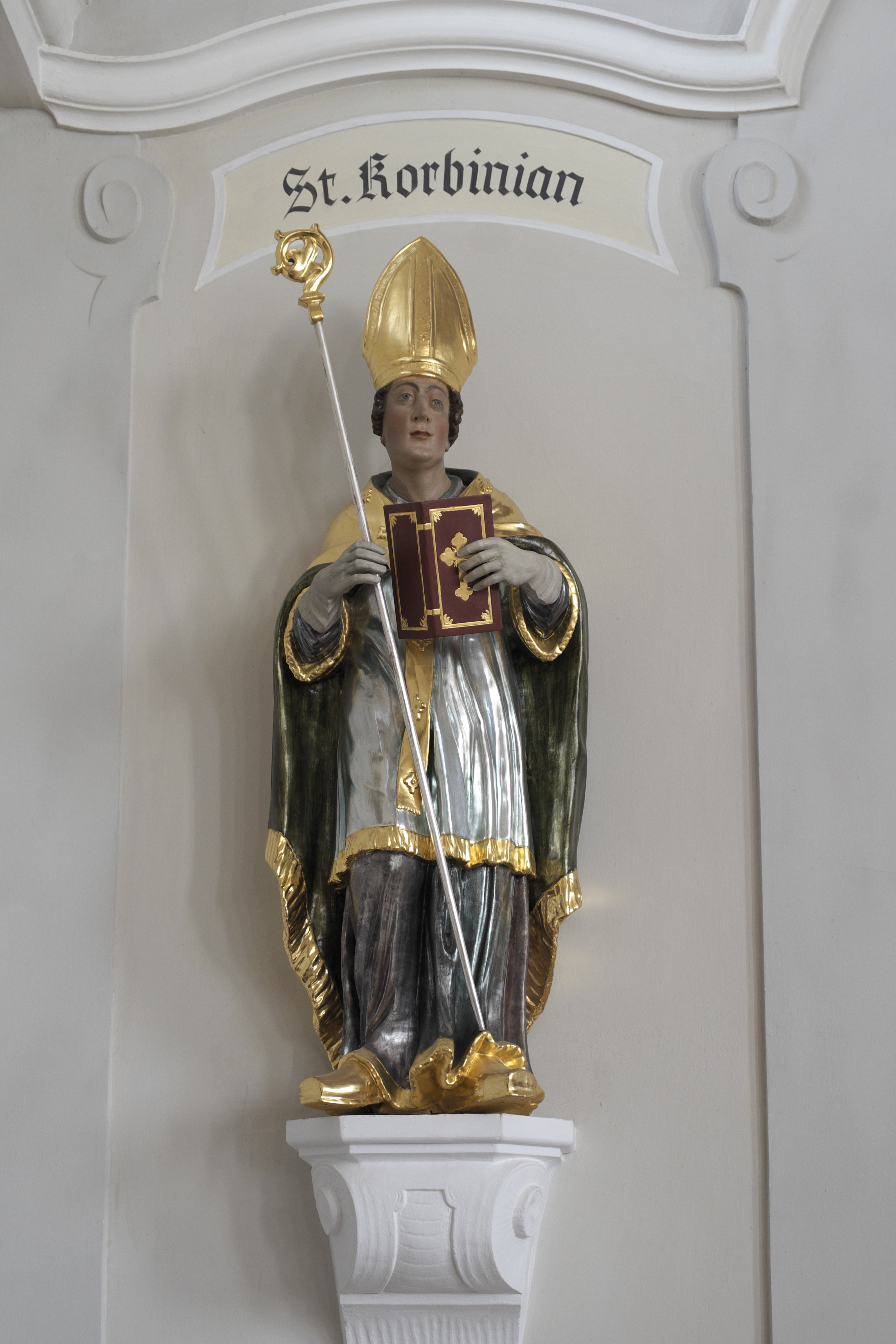
Heiliger Korbinian

- Der Hochaltar von 1725 wird von den Figuren der Apostel Petrus und Paulus flankiert. Das Altarblatt stellt das Martyrium des heiligen Vitus dar.
- Die beiden Figuren am Chorbogen, der heilige Benno, der Schutzpatron von München, und der heilige Korbinian, der als Schutzpatron des Erzbistums München und Freising verehrt wird, werden um 1700 datiert.
- Die Seitenaltäre wurden 1674 geschaffen. Am nördlichen Seitenaltar, dem Marienaltar, umrahmen die Figuren des Erzengels Michael und des heiligen Sebastian eine Madonna mit Kind. Am südlichen Seitenaltar, dem Katharinenaltar, sind in der Mitte die heilige Katharina von Alexandrien mit ihren Attributen, dem Rad und dem Schwert, und seitlich der heilige Rochus und die heilige Barbara dargestellt.
- Die Kanzel stammt von 1665. Am Kanzelkorb sind die Evangelisten Matthäus, Markus, Lukas und Johannes und in der Mitte der Schutzpatron der Kirche, der heilige Vitus, dargestellt.
- Das große Kruzifix mit der Figur der Mater Dolorosa wird ins Jahr 1730 datiert.

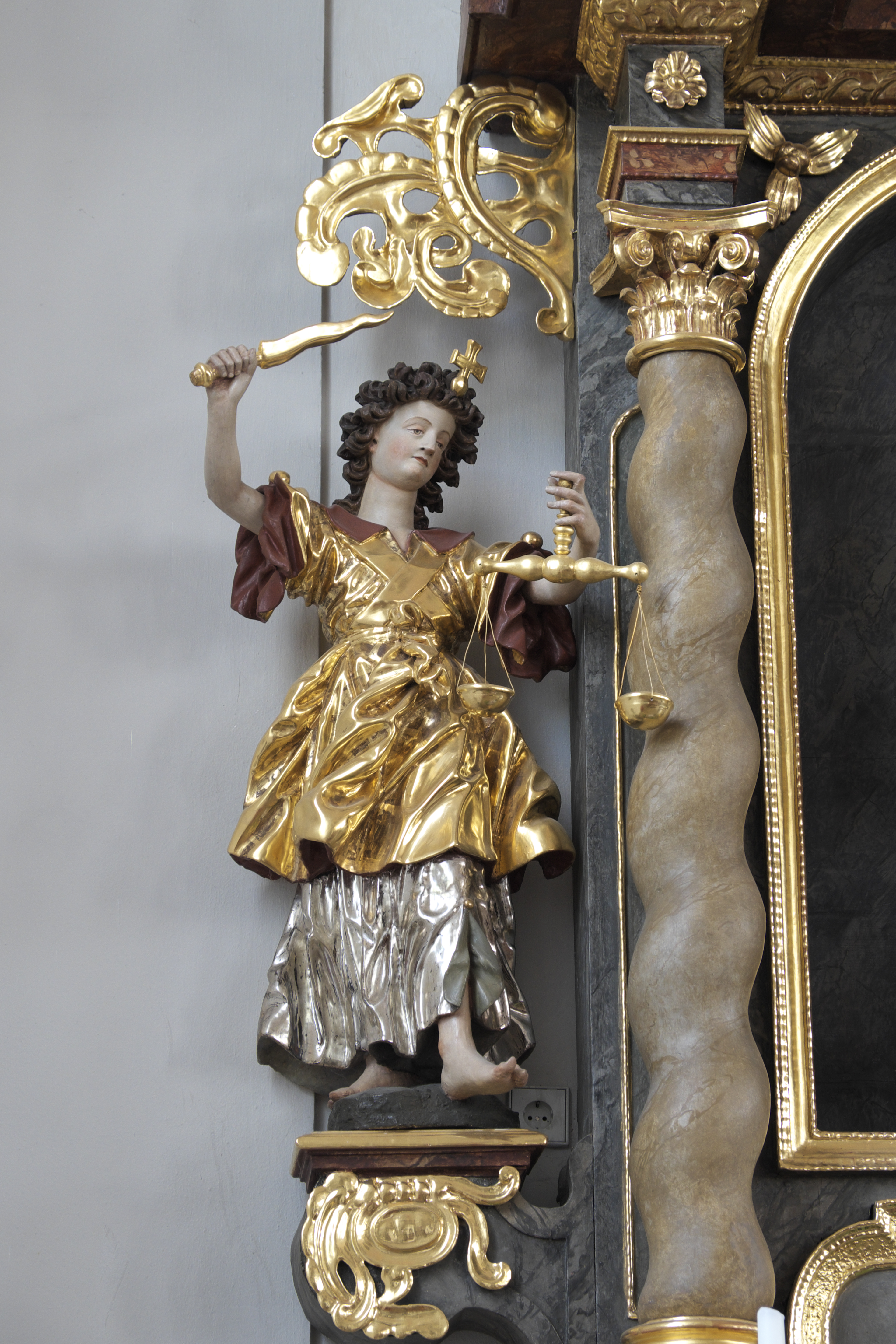
Erzengel Michael
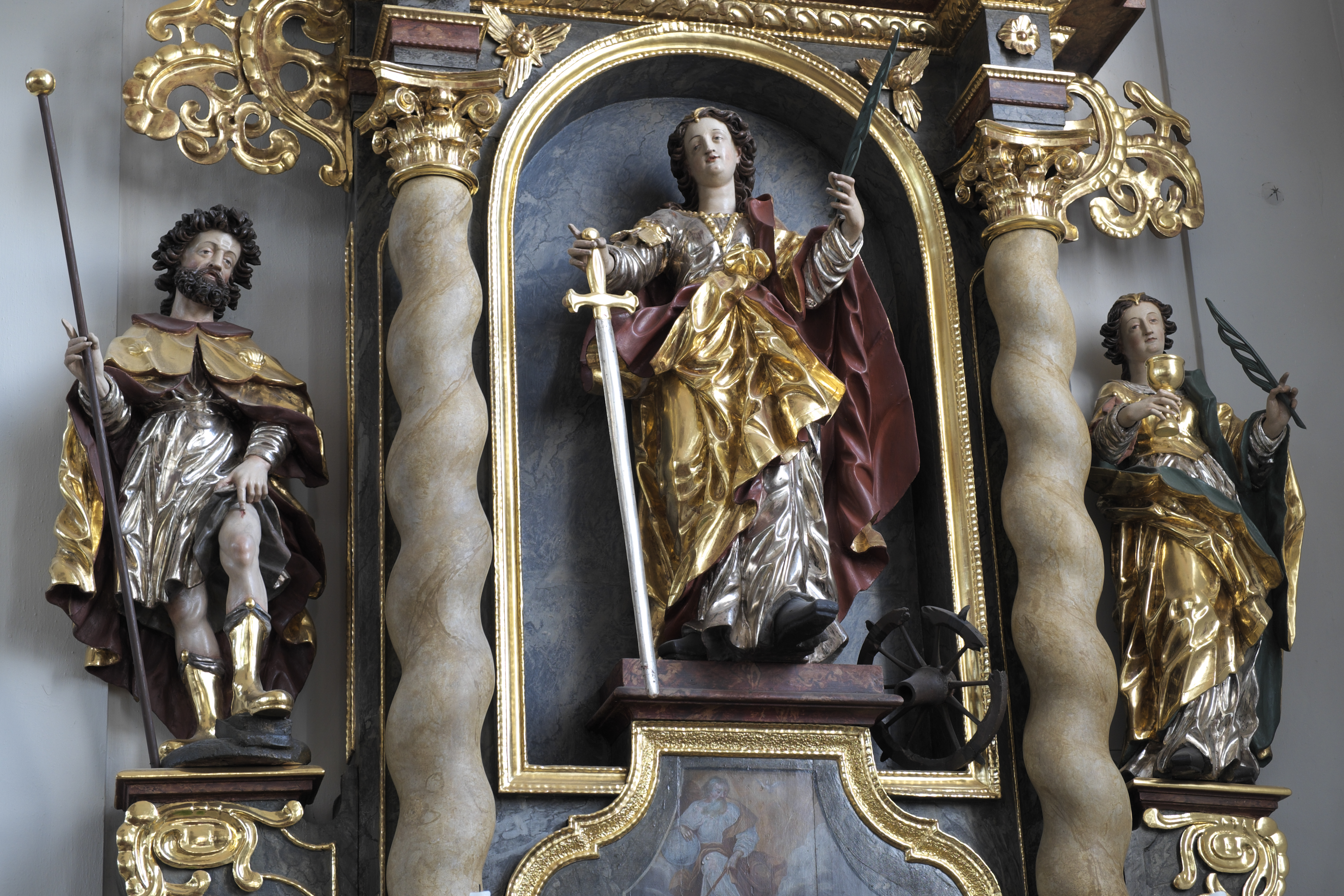
Katharinenaltar
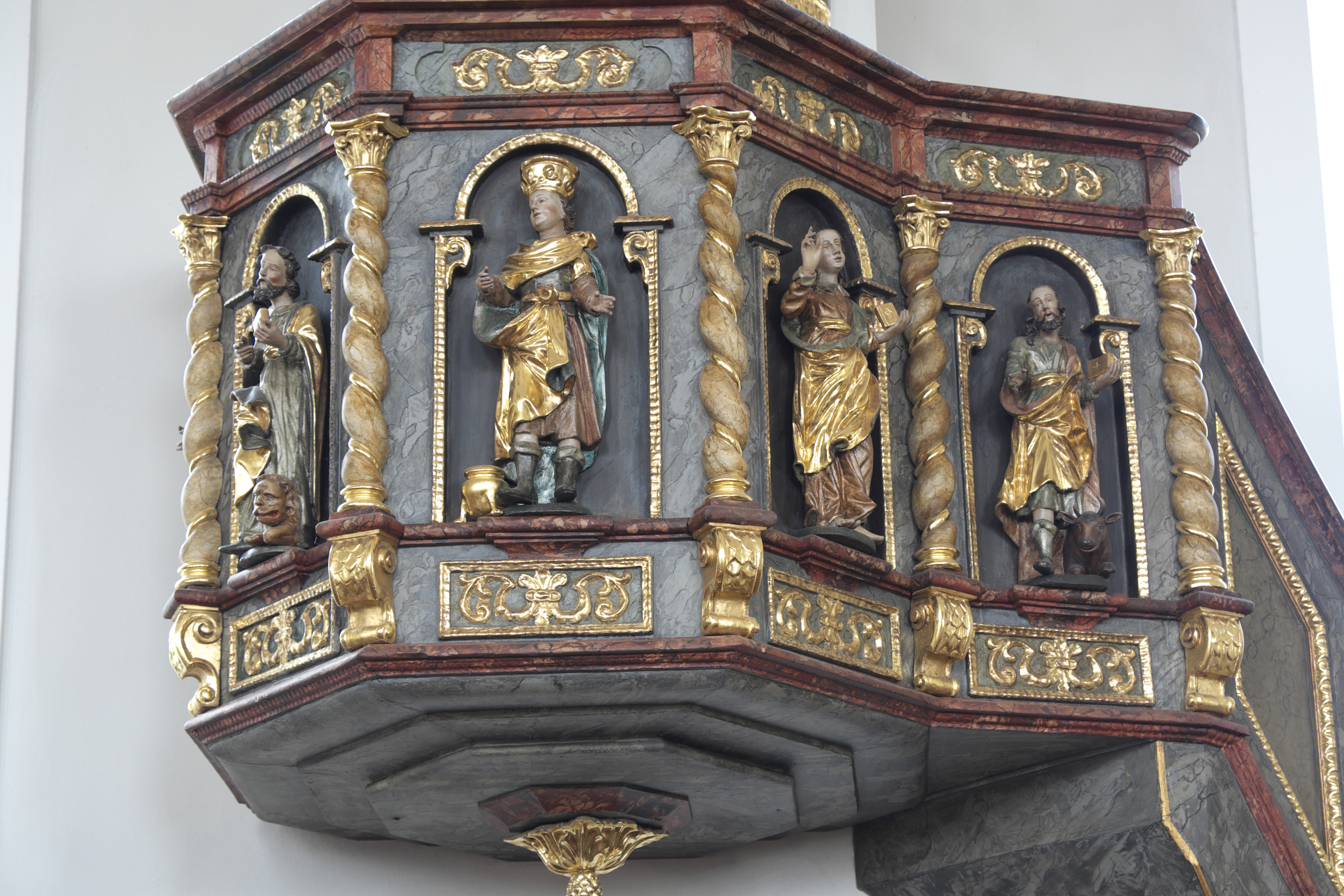
Kanzel
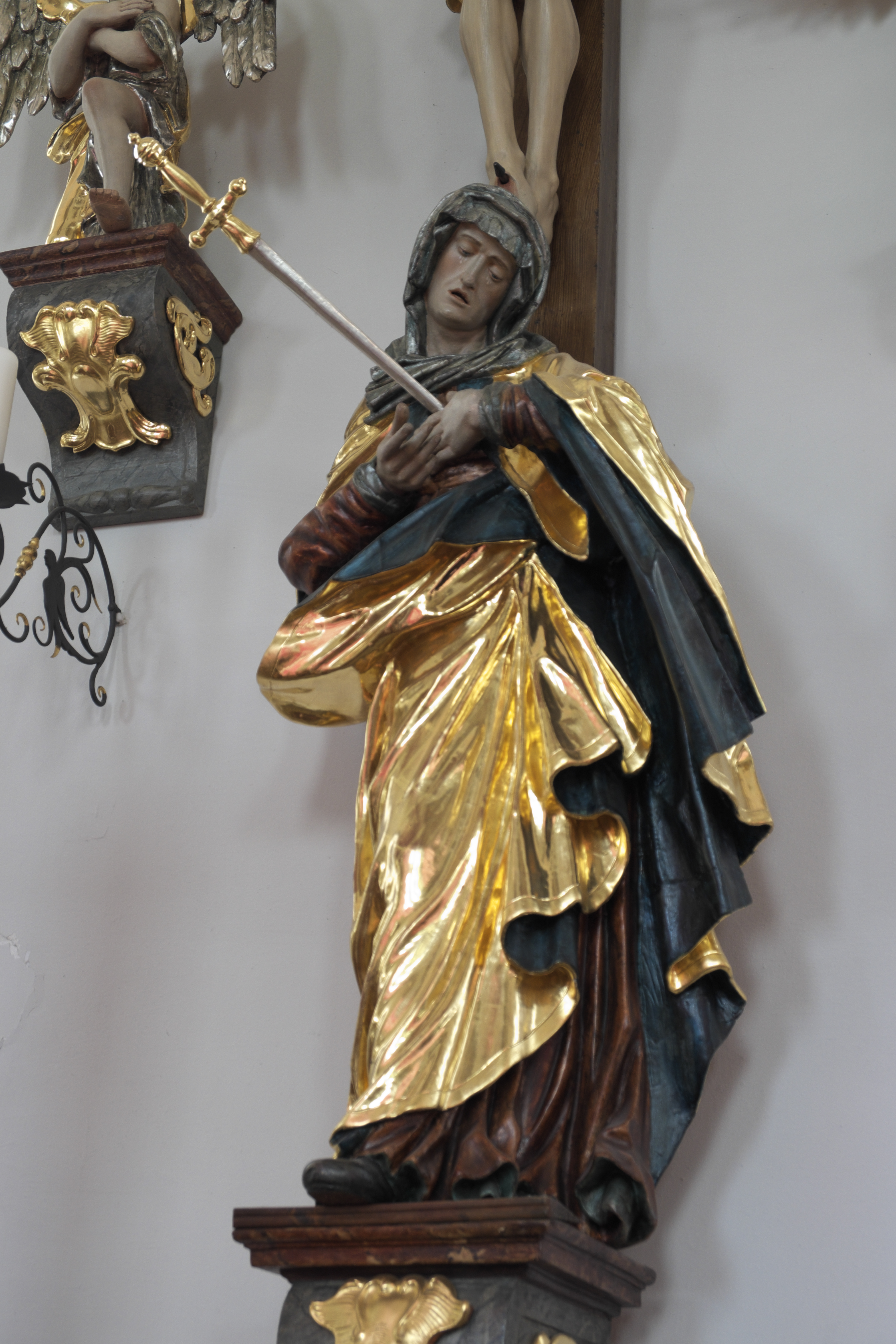
Mater dolorosa

## Kreuzigungsgruppe

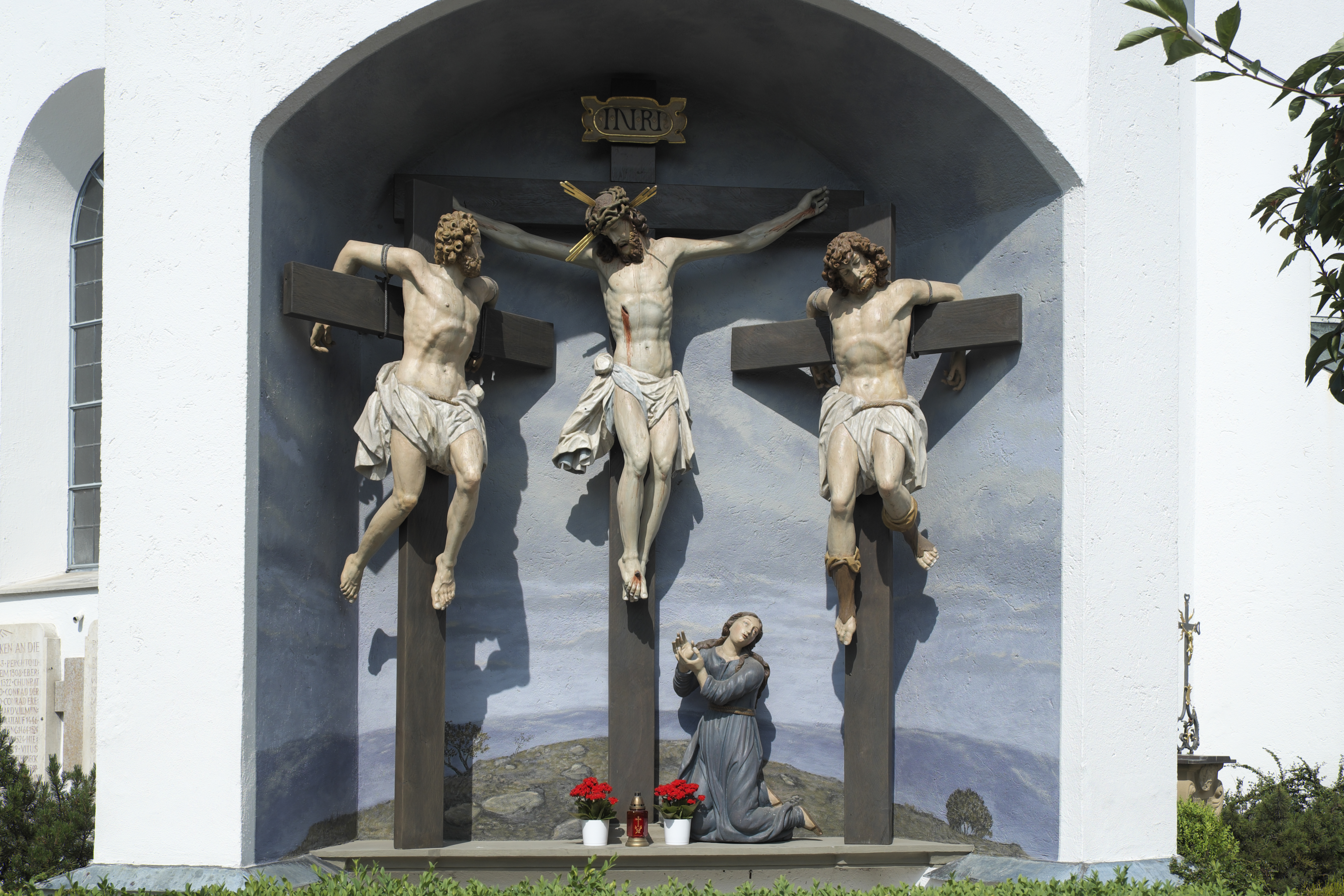
Kreuzigungsgruppe von 1753

Die große Kreuzigungsgruppe in einer Nische an der Rückseite des Chors stammt von 1753. Neben der Kreuzigung Christi sind seitlich die beiden Schächer am Kreuz dargestellt, zu Füßen des Kreuzes Christi kniet Maria Magdalena.

## Orgel

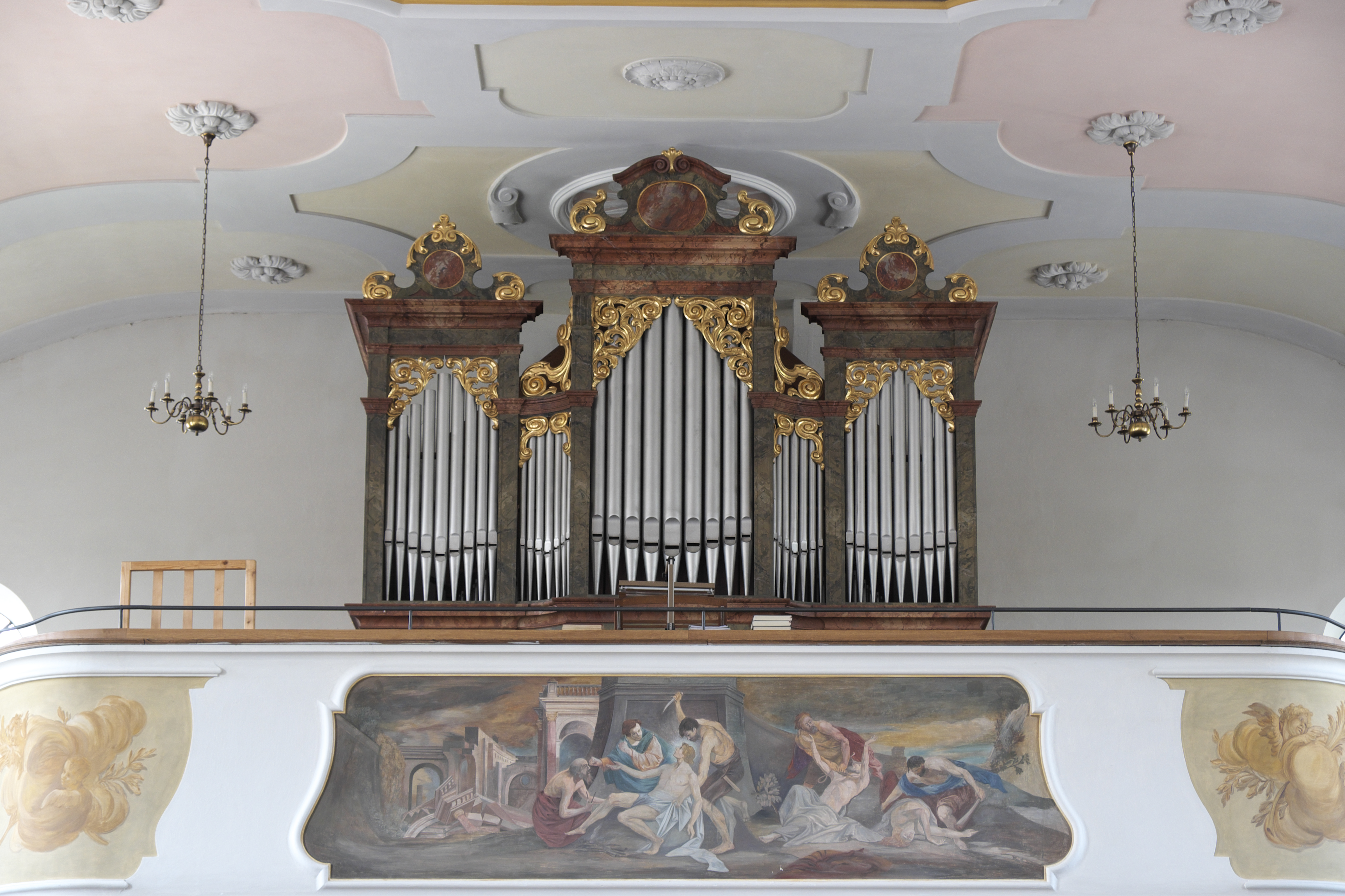
Die Orgel

Die Orgel wurde 1910 von Willibald Siemann mit 18 Registern auf zwei Manualen und Pedal gebaut. 1980 wurde sie von Wilhelm Stöberl umgebaut. Seitdem hat sie folgende Disposition:
| I Hauptwerk C–g3 |       |
| Bourdon          | 16′   |
| Principal        | 8′    |
| Gamba            | 8′    |
| Octav            | 4′    |
| Flöte            | 4′    |
| Nasat            | 2 ⁄3′ |
| Schwegel         | 2′    |
| Mixtur IV        | 1 ⁄3′ |

| II Schwellwerk C–g3 |       |
| Gedackt             | 8′    |
| Salicional          | 8′    |
| Rohrflöte           | 4′    |
| Principal           | 2′    |
| Quinte              | 1 ⁄3′ |
| Scharf III          | 1′    |

| Pedal C–f1 |     |
| Subbaß     | 16′ |
| Zartbaß    | 16′ |
| Octavbaß   | 8′  |
| Choralbaß  | 4′  |

- Koppeln: II/I, II/P, I/P
- Spielhilfen: 1 freie Kombination, Tutti, Auslöser, Pianopedal, Crescendo
- Bemerkungen: Kegellade, elektrische Spiel- und Registertraktur, freistehender Spieltisch

## Priestergrabsteine
In die Außenmauer der Kirche sind zahlreiche Priestergrabsteine eingelassen.